# Šarišská Trstená
Šarišská Trstená és un poble i municipi d'Eslovàquia. Es troba a la regió de Prešov, al nord del país.

## Història
La primera referència escrita de la vila data del 1345.

## Demografia
| Godina             | 1994 | 2004    | 2014    | 2024    |
| ------------------ | ---- | ------- | ------- | ------- |
| Nombre de persones | 219  | 271     | 341     | 377     |
| Diferència         |      | +23,74% | +25,83% | +10,55% |

| Godina             | 2023 | 2024   |
| ------------------ | ---- | ------ |
| Nombre de persones | 370  | 377    |
| Diferència         |      | +1,89% |